# Ікорс (Мічиган)
Ікорс (англ. Ecorse) — місто (англ. city) в США, в окрузі Вейн штату Мічиган. Населення — 9305 осіб (2020).

## Географія
Ікорс розташований за координатами 42°14′59″ пн. ш. 83°8′25″ зх. д. / 42.24972° пн. ш. 83.14028° зх. д. (42.249598, -83.140263).  За даними Бюро перепису населення США в 2010 році місто мало площу 9,56 км², з яких 7,26 км² — суходіл та 2,30 км² — водойми.

## Демографія
Згідно з переписом 2010 року, у місті мешкало 9512 осіб у 3646 домогосподарствах у складі 2285 родин. Густота населення становила 995 осіб/км².  Було 4544 помешкання (475/км²).
Расовий склад населення:
| - 46,4 % — чорних або афроамериканців - 44,0 % — білих - 0,8 % — корінних американців - 0,3 % — азіатів - 4,0 % — осіб інших рас |

До двох чи більше рас належало 4,6 %. Частка іспаномовних становила 13,4 % від усіх жителів.
За віковим діапазоном населення розподілялося таким чином: 27,1 % — особи молодші 18 років, 60,1 % — особи у віці 18—64 років, 12,8 % — особи у віці 65 років та старші. Медіана віку мешканця становила 35,4 року. На 100 осіб жіночої статі у місті припадало 89,7 чоловіків;  на 100 жінок у віці від 18 років та старших — 86,0 чоловіків також старших 18 років.
Середній дохід на одне домашнє господарство  становив 38 486 доларів США (медіана — 28 131), а середній дохід на одну сім'ю — 44 419 доларів (медіана — 34 844). Медіана доходів становила 37 371 долар для чоловіків та 39 545 доларів для жінок. За межею бідності перебувало 33,1 % осіб, у тому числі 47,3 % дітей у віці до 18 років та 15,9 % осіб у віці 65 років та старших.
Цивільне працевлаштоване населення становило 2687 осіб. Основні галузі зайнятості: освіта, охорона здоров'я та соціальна допомога — 20,8 %, виробництво — 18,5 %, науковці, спеціалісти, менеджери — 11,3 %, роздрібна торгівля — 10,5 %.